# Nero Express
Nero Express – program komputerowy służący do wypalania płyt kompaktowych. Jest programem płatnym, dostarczanym często z nagrywarkami płyt CD, DVD oraz BR. Nagrywanie odbywa się za pomocą graficznego kreatora, lecz wraz z nim dostarczana jest też wersja pracująca w trybie tekstowym. Program w wersji GUI jest dostępny również po polsku.
Program Nero Express pozwala nagrywać wiele rodzajów danych na płytach CD/DVD. Potrafi też zapisywać dane w trybie wielosesyjnym (choć jedynie na nośnikach nagranych programem firmy Nero AG, w przeciwnym wypadku wcześniejsze dane nie będą dostępne, co jest oznaczane na liście znakiem „x” obok takiego pliku).
Wraz z programem dostępnych jest szereg dodatkowych aplikacji narzędziowych np. Nero CD-DVD Speed, umożliwia między innymi: testowanie szybkości odczytu napędu, testowanie jakości zapisu płytki CD/DVD (test powierzchni i plików) itp. Dostępny jest też program Nero InfoTool, który szczegółowo testuje: sprzęt, system oraz płytki, co uwieńczone jest kilkoma zakładkami informującymi o np. możliwościach i parametrach nagrywarki, parametrach płyki (np. data masteringu np. DVD, zastosowane kodeki, zajęty obszar nośnika i wiele innych) itp.

## NeroCmd
Dodatkowo dostępna jest wersja programu uruchamiana z wiersza poleceń (NeroCmd.exe), która umożliwia wykonywanie wszystkich typowych czynności co ta właściwa z graficznym interfejsem.
Przykłady wykorzystania „NeroCmd.exe”:
- Symulowany zapis obrazu FalconDemoManiaVolume2.iso na nagrywarkę (napęd K:\) z prędkością *4:

```
NeroCmd.exe --write --drivename k --image E:\FalconDemoManiaVolume2.iso --speed 4
```

- Nagrywanie obrazu FalconDemoManiaVolume2.iso (napęd K:\) z prędkością *4:

```
NeroCmd.exe --write --drivename k --image E:\FalconDemoManiaVolume2.iso --speed 4 --real
```